# Epacretron anacre
Epacretron anacre är en tvåvingeart som beskrevs av Quate 1967. Epacretron anacre ingår i släktet Epacretron och familjen fjärilsmyggor. Inga underarter finns listade i Catalogue of Life.